# Fedalmia
Fedalmia is een geslacht van vlinders van de familie dwergmineermotten (Nepticulidae), uit de onderfamilie Nepticulinae.

## Soorten
- F. argyrostigma (Frey, 1875)